# El día y la noche (pintura)
El día y la noche es un mural de Rufino Tamayo, hecho en vinelita sobre lienzo montado en aglomerado. Al igual que Naturaleza muerta, fue originalmente hecho para el área de perfumería y farmacia de la tienda Sanborns de la calle Lafragua en la Ciudad de México. Desde 2011 se conserva en el vestíbulo del Museo Soumaya.

## Descripción
Tamayo realizó esta obra en 1954 con la misma técnica que las hechas para el Palacio de Bellas Artes, El nacimiento de nuestra nacionalidad y México de hoy. Contiene elementos abstractos relacionados con el Cosmos y con la arquitectura mesoamericana, contrastado a nivel cromático con rojo y negro. Se enmarca en su interés tanto en la investigación espacial de los años cincuenta como en el creciente interés en el pasado mexicano. Se vincula con obras como Hombre contemplando el firmamento y El astrónomo.
En un recorrido inaugural del mural, Tamayo le dijo a Carlos Pellicer que el nombre del mural era El día y la noche sobre las pirámides del sol y la luna, a lo que el tabasqueño le contestó que parecía que el poeta era él.
A raíz de la celebración de los 70 años de producción artística del autor, la obra fue retirada de su emplazamiento original para ser exhibida en el Palacio de Bellas Artes de México y viajar por distintas ciudades como Madrid, Moscú y Oslo. Luego de esta acción, la obra fue retirada del Sanborns de Lafragua, por recomendación de la crítica de arte Raquel Tibol. Fue restaurada y recobró su esplendor original, para ser trasladada el Museo Soumaya de Plaza Loreto en 1994 y a la sede de Plaza Carso en 2011.